# Alcolito
L'alcolito è una soluzione idroalcolica formata da piante medicinali in cui si utilizza come solvente l'alcool.
Per la preparazione occorrono alcuni strumenti: vasi di vetro scuro, un imbuto possibilmente di vetro, della carta da utilizzare come filtro, un cilindretto per misurare il volume dei liquidi e una bilancia.
Durante una prima fase è necessario macerare le piante, per un lasso di tempo che varia da cinque a dieci giorni (ventuno giorni), a seconda della parte della pianta, in un contenuto di alcool etilico avente una gradazione adatta al singolo caso specifico.
Durante la macerazione è buona norma agitare, almeno quotidianamente, il recipiente. Terminato il periodo di macerazione occorre filtrare e spremere il residuo. La tintura è meglio conservarla in bottigliette di vetro scuro.